# Кадиш (фильм, 2019)
«Кадиш» (англ. Kaddish) — полнометражный фильм режиссёра Константина Фама 2019 года. Режиссёр, уже обращавшийся ранее в своих работах к тематике Холокоста, посвятил данный фильм памяти своей мамы.

## Сюжет
Завещание бывшего узника концлагеря сталкивает и переворачивает жизнь двух молодых людей из разных миров, проливая свет на трагическую историю их семьи.

## В ролях
- Ленн Кудрявицки — Леонид Штиллер
- Владимир Кошевой — Лео Штиллер
- Михаил Горевой — Рихард
- Вячеслав Чепурченко — Курт
- Мария Кинг — Рейчел
- Маруся Зыкова — Ада
- Алексей Петрухин — Отто
- Анжелика Каширина — Катя
- Алим Кандур — Шломо
- Вячеслав Ганенко — Моше
- Тимофей Петрович — Якуб ребёнок
- Шмуэль Ацмон-Вирцер — Якуб старик

## Съёмочная группа
- Режиссёр: Константин Фам
- Композитор: Егор Романенко
- Продюсеры: Борис Минц, Константин Фам, Егор Одинцов, Катерина Михайлова, Геннадий Павлович, Татьяна Довидовская
- Сценарист: Константин Фам, Вероника Фам
- Сопродюсеры: Ирина Исаева, Алексей Петрухин, Саша Кляйн, Сергей Якубовский, Михаил Быков
- Линейные продюсеры: Анна Иванникова, Эдита Блейх, Марианна Андрющенко, Диана Надарова
- Ассоциативный продюсеры: Юрий Зельвенский
- Операторы: Александр Алейников, Михаил Вихров, Отабек Джураев, Фил Ли, Давид Стражмайстер
- Художники-постановщики: Филипп Лагунович-Черепко, Офелия Арзуманова, Карел Ваничек, Анна Шмидт

## Производство
Фильм создан российской кинокомпанией «Арк Пикчерс» в копродукции с белорусской компанией «Наше Кино» и при участии executive production (Израиль). Съёмки картины заняли год и проходили в Москве, Нью-Йорке, Праге, Минске, Бресте и Иерусалиме. В производстве принимали участие кинематографисты из России, США, Израиля, Чехии и Белоруссии.
Фильм создан при финансовой поддержке Министерства Культуры Российской Федерации, Фонда поддержки и развития еврейского кино «Ковчег», а также частных меценатов.

## Признание
Мировая премьера картины состоялась на Первом Евразийском кинофестивале в Лондоне, где картина удостоилась Гран-при. В России премьера фильма прошла на престижном кинофестивале «Амурская осень», где картина получила два приза — за «Лучший сценарий» и «Выбор СМИ».
В 2019 году фильм вошел в число претендентов на премию «Золотой глобус» в номинации «Лучший фильм на иностранном языке». Картина также вошла в список претендентов на премию Национальной киноакадемии кинематографических искусств и наук России Золотой орел по итогам 2019 в номинации Лучшая режиссёрская работа.
Американская премьера фильма «Кадиш» состоялась в театре Сабан в Беверли-Хиллз, гостями мероприятия премьерного показа стали Генеральный консул Израиля Гилель Ньюман, президент премии «Золотой глобус» Лоренцо Сориа, композитор и лауреат премии «Золотой глобус» Карло Силиотто, американский продюсер Пол Масланский, отмеченная наградами журналист Huffington Post Клер Фордхэм, представитель Премии WIFT Элспет Таварес, а также члены Американской академии кинематографических искусств и наук и члены Голливудской ассоциации иностранной прессы.
Фильм отобран Голливудской ассоциацией иностранной прессы в лонг-лист претендентов на американскую кинопремию Золотой глобус в номинации «Лучший фильм на иностранном языке». Фильм также вошел в лонг-лист премии «Оскар» в категориях «Лучшая оригинальная музыка к фильму» и «Лучшая песня».

### Награды
- Eurasian Creative Guild Film Festival (Евразийская Творческая Гильдия) — Гран-при[11]
- Открытый российский фестиваль кино и театра «Амурская осень» — «Лучший сценарий», «Выбор СМИ»[12]
- Сочинский международный кинофестиваль и кинопремии — Лучшее музыкальное оформление[13]

## Партнёры
- Федерация еврейских общин России[14]
- Российский еврейский конгресс
- Еврейская община Хабад Одесса

## Примечание
1. ↑  В Торонто представили кино о России и из России. rg.ru. Дата обращения: 24 января 2020. Архивировано 5 февраля 2020 года.
2. ↑  Фильм «Кадиш» стал лауреатом кинофестиваля «Амурская осень». lechaim.ru. Дата обращения: 24 января 2020. Архивировано 18 июня 2020 года.
3. ↑  Фильм «Кадиш» вошел в список претендентов на «Золотой глобус». stmegi.com. Дата обращения: 24 января 2020. Архивировано 28 сентября 2020 года.
4. ↑  Российско-белорусский фильм «Кадиш» стал лауреатом кинофестиваля «Амурская осень». mkisrael.co.il. Дата обращения: 24 января 2020. Архивировано 11 мая 2021 года.
5. ↑  На номинацию в "Золотом глобусе" отобрали шесть российских фильмов. ria.rul. Дата обращения: 24 января 2020. Архивировано 21 января 2021 года.
6. ↑  Шесть российских кинолент попали в заявку на номинацию в «Золотом глобусе». gazeta.rul. Дата обращения: 24 января 2020. Архивировано 16 сентября 2020 года.
7. ↑  Рекомендательный список Экспертного совета за 2019 год. kinoacademy.ru. Дата обращения: 24 января 2020. Архивировано 20 мая 2021 года.
8. ↑  В США прошла премьера белорусско-российского фильма "Кадиш". rg.ru. Дата обращения: 24 января 2020. Архивировано 19 декабря 2019 года.
9. ↑  «Кадиш» Константина Фама номинировали на «Золотой глобус». jewish.ru. Дата обращения: 24 января 2020. Архивировано 16 сентября 2020 года.
10. ↑  Сразу шесть российских фильмов поборются за попадание в номинацию премии "Золотой глобус", это рекорд. newsru.coml. Дата обращения: 24 января 2020. Архивировано 24 июля 2021 года.
11. ↑  Метка: Eurasia Creative Guild (Евразийская Творческая Гильдия). rabotnikitv.com. Дата обращения: 24 января 2020. Архивировано 16 сентября 2020 года.
12. ↑  Фильм «Кадиш» получил два приза на кинофестивале «Амурская осень». kulturomania.ru. Дата обращения: 24 января 2020. Архивировано 17 сентября 2020 года.
13. ↑  Победителем IV Сочинского международного кинофестиваля стала казахская картина «Ширакши. Хранитель света». efcate.com. Дата обращения: 24 января 2020. Архивировано 16 сентября 2020 года.
14. ↑  Фильм "Кадиш" вошел в список претендентов на "Золотой глобус". feor.ru. Дата обращения: 24 января 2020. Архивировано 18 июня 2020 года.